# قائمة زملاء الجمعية الملكية المنتخبين في 1725
هذه الصفحة تعرض قائمة زملاء الجمعية الملكية المُنتخبين لعام 1725.

## الزملاء
- Edmund Stone [الإنجليزية]‏
- Taylor White [الإنجليزية]‏
- James Theobald (politician) [الإنجليزية]‏
- كاسبار نيومان [الإنجليزية]‏
- Charles Delafaye [الإنجليزية]‏
- Silvanus Bevan [الإنجليزية]‏